# The Best Man: The Final Chapters
The Best Man: The Final Chapters è una miniserie televisiva statunitense creata da Malcolm D. Lee e sviluppata da Lee e Dayna Lynne North. La serie si svolge pochi anni dopo The Best Man Holiday e ha debuttato su Peacock il 22 dicembre 2022.

## Cast e personaggi

### Personaggi principali
- Morris Chestnut nel ruolo di Lance Sullivan
- Melissa De Sousa nel ruolo di Shelby Taylor
- Taye Diggs nel ruolo di Harper Stewart
- Regina Hall nel ruolo di Candace "Candy" Sparks-Murchison
- Terrence Howard nel ruolo di Quentin Spivey
- Sanaa Lathan nel ruolo di Robyn Stewart, moglie di Harper
- Nia Long nel ruolo di Jordan Armstrong
- Harold Perrineau nel ruolo di Julian "Murch" Murchison, marito di Candace

### Personaggi Ricorrenti
- Ron Canada nel ruolo di Wellington, padre di Quentin
- Yvonna Pearson è Jasmine, una portinaia del resort di San Pierre che condivide un legame con Lance
- Aaron Serotsky nel ruolo di Stan, agente letterario di Harper
- Brandon Victor Dixon nel ruolo di Demetrius
- Eric Scott Ways è LJ, il figlio maggiore di Lance e Mia che è non binario

### Special guest star
- Nicole Ari Parker nel ruolo di Xiomara Amani

### Guest star degne di nota
- Terrence Terrell nel ruolo di Will
- Monica Calhoun nel ruolo di Mia Sullivan, defunta moglie di Lance
- Michael Genet nel ruolo del Dr. Temple
- Tobias Truvillion nel ruolo di Jaha